# Razdelj
Razdelj este o localitate din comuna Vojnik, Slovenia, cu o populație de 82 de locuitori.